# Pierre Courthion
Pierre Courthion, né le 14 janvier 1902 à Genève et mort à Paris le 2 mars 1988, est un critique d'art franco-suisse.

## Biographie
La famille Courthion est originaire du Châble, dans la vallée de Bagnes (Valais). Fils de Louis Courthion et d'Elisa Bocquet, Pierre Courthion naît au domicile de ses parents, rue Necker à Genève ; 3 ans plus tard, sa soeur Gabrielle naît à son tour.
En considération des maigres moyens financiers de ses parents, le frère de Louis, curé de Monthey, fait en sorte que Pierre soit placé en internat au Collège Maria-Hilf, à Schwyz, qui est tenu par des prêtres et où les cours sont donnés en allemand ; il passe ses vacances scolaires en Valais, berceau de sa famille paternelle ; malgré le défi que constitue une scolarité en langue étrangère - et peut-être aussi à cause de ce défi et de l'éloignement de sa famille, Pierre termine son école avant ses 17 ans et rentre à Genève. 
Il fait ses études à la faculté des Lettres de l'Université de Genève, où l'un de ses camarades est Albert Béguin, et, comme sa mère, à l'École des beaux-arts, où il a pour condisciples Alberto Giacometti et Kurt Seligmann. 
Aux alentours de sa vingtième année, Pierre obtient une bourse de la Ville de Genève pour suivre les cours de l'École des beaux-arts de Paris. Il s'installe dans cette capitale, au cours de cette période de l'entre-deux-guerres culturellement féconde entre tradition et avant-gardes, et fréquente des peintres et des intellectuels du Bateau-Lavoir comme Max Jacob, le Suisse Charles-Albert Cingria, Raymond Radiguet, André Breton et Philippe Soupault. Il lit Marcel Proust et Paul Léautaud, pratique la peinture, fait un séjour à Florence, où il donne des cours de français pour gagner un peu d'argent, visite Sienne, Rome, Naples, les ruines de Pompéi et de Paestum, la Sicile, où il passe du temps avec Raoul Dufy à Taormine. 
Cependant, en novembre 1922, le père de Pierre, Louis, décède brusquement. L'année suivante, Pierre a 21 ans et, alors qu'il pratique la peinture depuis ses 16 ans et hésite à devenir artiste-peintre, il décide à titre temporaire de gagner sa vie comme journaliste. 
Deux ans plus tard, l'Exposition internationale des arts décoratifs et industriels modernes, qui se tient à Paris entre avril et octobre 1925 et illustre le style Art déco, constitue un déclic pour Pierre : sa voie est la critique d'art et, en juillet de cette même année, il publie « L'Evolution de l'Art Moderne » dans les Cahiers de la Quinzaine, étude du rôle de l'Etat, de la critique et du public sur l'évolution de l'art en France depuis le Moyen Âge ; dès l'année suivante, en 1926, la revue L'Amour de l'art lui commande un article sur l'art français dans les collections suisses, qui sera publié sur plusieurs numéros.  
En 1927, Pierre épouse Pierrette Karcher, Genevoise rencontrée à Paris deux ans plus tôt, qui, après avoir étudié à École des arts décoratifs de Genève, est montée à Paris pour trouver l'indépendance ; elle décore des tissus en batik, puis s'installe comme relieuse d'art. Le couple aura un enfant, Sabine.  
De 1927 à 1930, Pierre est chef-adjoint de la section artistique de l’Institut international de coopération intellectuelle (qui a existé de 1925 à 1946). 
En 1933, la revue L'Amour de l'art publie un article de Pierre Courthion sur l'art contemporain en Suisse, avec une préface de René Huygue. La même année, Courthion est nommé directeur de la Fondation suisse à la Cité universitaire (construite par Le Corbusier l'année précédente) dès son inauguration, et il le restera jusqu'en 1939. 
En 1934, le canton du Valais le nomme conservateur du musée historique de Valère, archéologue cantonal et membre de la commission des monuments historiques, ce qui fait rentrer Courthion en Valais chaque été pour remplir ses fonctions. 
Le début de la Seconde Guerre mondiale trouve Pierre Courthion à Genève où il travaille à sa thèse de doctorat sur le peintre genevois Jean-Étienne Liotard. Il rejoint alors son épouse à Paris, qu'ils fuient à vélo lorsque l'armée allemande envahit la France en 1940, et ils tentent de retrouver leur fille réfugiée en Dordogne avec sa nounou. Puis le couple et Sabine rejoignent Genève, où Pierre travaille dans l’édition avec les éditeurs Albert Skira et Pierre Cailler, tandis que Pierrette travaille pour la Croix-Rouge et rejoindra bientôt la Résistance. Sabine, quant à elle, poursuit sa scolarité dans un pensionnat de la région lémanique et passe ses vacances avec ses parents dans le val de Bagnes.   
À la fin de 1942, sur une idée de son épouse, Pierre fonde la revue Lettres, dont Marcel Raymond et Jean Starobinski font partie du comité de rédaction avec lui, revue qui cherche à animer la vie intellectuelle en ces années de guerre ; le premier numéro paraît en janvier 1943 et 21 numéros suivent jusqu'en 1946. Pierre dirige aussi la collection « Le Cri de la France » aux éditions de la Librairie de l'Université de Fribourg, et publie des ouvrages sur l'art. Après avoir obtenu un visa pour la zone libre, il a des entretiens avec Henri Matisse à Lyon et avec Pierre Bonnard au Cannet, dont il tirera deux livres : Le Visage de Matisse, qui est publié en 1942, et Bonnard, peintre du merveilleux, sorti en 1945.  
Pierre, Pierrette et Sabine Courthion rentrent à Paris après la guerre, et Pierre est naturalisé français en 1945. 
En 1957, une organisation de survivants d'Auschwitz, qui est basée à Vienne, lance un concours pour la construction d'un mémorial rappelant les souffrances des victimes du camp d'extermination d'Auschwitz-Birkenau ; Pierre Courthion est nommé membre du jury présidé par le sculpteur Henry Moore. 
En 1960, ayant été nommé membre du jury du Prix Guggenheim à New York, il découvre les États-Unis ; puis, en 1963, il est invité par l'Université de Rio de Janeiro à donner un cours sur Delacroix et le Romantisme. 
Entre 1960 et 1973, la Direction des Relations Culturelles du Ministère des Affaires Étrangères du gouvernement français le charge de missions aux États-Unis et au Canada, ainsi qu'au Japon et en Corée du Sud, où il donne des conférences,. À la suite de son livre sur Chaïm Soutine paru en 1972, Pierre Courthion est invité par la galerie Joshii de Tokyo à y organiser une exposition sur cet artiste. 
Pierre et Pierrette feront une dizaine de voyages aux États-Unis, visitant la plupart des États. C'est d'ailleurs dans ce pays que leur fille Sabine et son époux, Tristan d'Oelsnitz, se sont établis et où leurs six enfants grandissent. 
Pierre Courthion est aussi vice-président du Syndicat de la presse artistique française ; en 1949, il est le représentant de la section suisse de l'Association internationale des critiques d'art (AICA), puis son président ; il est vice-président de l’AICA de 1952 à 1957, puis encore de 1959 à 1961.
En automne 1985, Pierre effectue un dernier voyage en Valais, où il va revoir les lieux de son enfance, ainsi que quelques amis, dont l'écrivain Maurice Chappaz et son fils Achille, peintre.
Durant ses dernières années, il entreprend la rédaction d'un nouvel inventaire de l'œuvre peint de Gustave Courbet, différent de celui de Robert Fernier, qui est publié en 1987, puis réédité.
Il laisse aussi le manuscrit de ses Mémoires, dont la publication se fera à titre posthume sous le titre de D'une palette à l'autre : Mémoires d'un critique d'art.

## Publications
- L'évolution de l'art moderne, Cahiers de la Quinzaine, 5e numéro, 16e série, 1925
- La vie de Delacroix, Paris, NRF, 1927
- Panorama de la peinture française contemporaine : Cézanne, Monet, Matisse, Dufy, Lurçat, Segonzac, Vlaminck, Utrillo, Picasso, Derain, Braque, Chirico, Rouault, Lhote, Laurencin, Modigliani, Rousseau, Bourdelle, Maillol, Paris, éd. Simon Kra, 1927
- Genève ou le portrait des Töpffer, Paris, Grasset, 1936
- Okamoto, Paris, G.L.M., coll. « Peintres d'aujourd'hui », 1937, illustré de 16 planches hors-texte rerpoduisant des œuvres de Tarō Okamoto.
- Le Visage de Matisse, Lausanne, Marguerat, 1942
- Delacroix : journal et correspondance, Fribourg, Librairie de l'Université de Fribourg (LUF), 1943
- avec Albert Béguin, Le Livre noir du Vercors, Neuchâtel, Ides et Calendes, 1944
- Bonnard, peintre du merveilleux, Lausanne, Marguerat, 1945
- Montmartre, Genève, éd. Skira, 1956
- Paris des temps nouveaux, Genève, éd. Skira, 1957
- L'Art indépendant, panorama international de 1900 à nos jours, Paris, éd. Albin Michel, 1958
- La Peinture flamande : de Van Eyck à Bruegel, Paris, Éditions Aimery Somogy, 1958
- Georges Rouault, Paris, Flammarion, 1962
- Paris : de sa naissance à nos jours, Paris, Éditions Aimery Somogy, 1966
- Soutine, peintre du déchirement, Lausanne, Edita, 1972 ; rééd. Paris, Denoël, 1974
- Les Impressionnistes, Paris, Fernand Nathan, 1982
- La Peinture hollandaise et flamande, Paris, Fernand Nathan, 1983
- Naissance de la peinture en Europe : les primitifs, Paris, Fernand Nathan, 1984
- Seurat, Paris, Cercle d'art, 1994
- Tout l'œuvre peint de Courbet, Paris, Gallimard, coll. « Les Classiques de l'art », 1987  (ISBN 978-2080100580) ; rééd. Paris, Flammarion, 1992 et 1999
- D'une palette à l'autre : Mémoires d'un critique d'art (éd. posthume de Françoise Vannotti et Jean Starobinski), Neuchâtel, La Baconnière, 2004